# 신하코다테호쿠토역
신하코다테호쿠토역(일본어: 新函館北斗駅 신하코다테호쿠토에키[*])은 일본 홋카이도 호쿠토시에 있는 홋카이도 여객철도 홋카이도 신칸센, 하코다테 본선의 철도역이다. 2016년 3월 25일까지는 오시마오노역(일본어: 渡島大野駅 오시마오노에키[*])이라고 불렀으며, 2016년 3월 26일 홋카이도 신칸센 개통 이후 역 명칭이 개칭되었다.

## 역 구조
재래선의 경우, 2면 4선의 승강장이 있는 지상역이다.

#### 신칸센
| 11·12 | ■홋카이도 신칸센 | 신아오모리・모리오카・센다이・도쿄역 방면 |
| 13    | ■홋카이도 신칸센 | (미공용) 삿포로 연장 개통시 사용          |

### 재래선
| 1    | ■ 하코다테 본선 | （상행） | 하코다테 방면 (본 역 시발)                      | 릴레이 열차"하코다테 라이너" |
| 2    | ■ 하코다테 본선 | （하행） | 오샤만베・히가시무로란・도마코마이・삿포로 방면 | 특급                         |
| 2    | ■ 하코다테 본선 | （상행） | 하코다테 방면                                   | 특급                         |
| 3・4 | ■ 하코다테 본선 | （하행） | 오누마코엔・모리・오샤만베 방면                 | 보통                         |
| 3・4 | ■ 하코다테 본선 | （상행） | 고료카쿠・하코다테 방면                         | 보통                         |

## 역 주변
- 오노 역전 우편국
- 호쿠토 시립 이치노와타리 초등학교

### 홋카이도 신칸센 정비
홋카이도 신칸센의 신역 개통에 따라서, 호쿠토 시는 2010년 기준으로 논밭이 펼쳐져있는 역 남측 13,500 m2 일대에 개발 계획을 예정해놓았다.

## 역사
- 1902년 12월 10일 - 홋카이도 철도의 일반역으로 개업. 당시 역명은 혼고역(本郷駅).
- 1907년 7월 1일 - 홋카이도 철도 국유화.
- 1942년 4월 1일 - 역명이 오시마오노역으로 개칭됨.
- 1981년 5월 28일 - 화물 취급 폐지.
- 1984년 2월 1일 - 수하물 취급 폐지.
- 1986년 11월 1일 - 역무 간이 위탁화.
- 1987년 4월 1일 - 일본국유철도 분할 민영화로 홋카이도 여객철도가 계승.
- 1992년 4월 1일 - 간이 위탁 폐지, 완전 무인화.
- 2005년 5월 22일 - 홋카이도 신칸센 신아오모리 ~ 신하코다테 간 기공식.
- 2007년 10월 - 역 번호 부여. H70.
- 2016년 3월 26일 - 홋카이도 신칸센 개통. 역명이 신하코다테호쿠토역으로 개칭됨.

## 갤러리

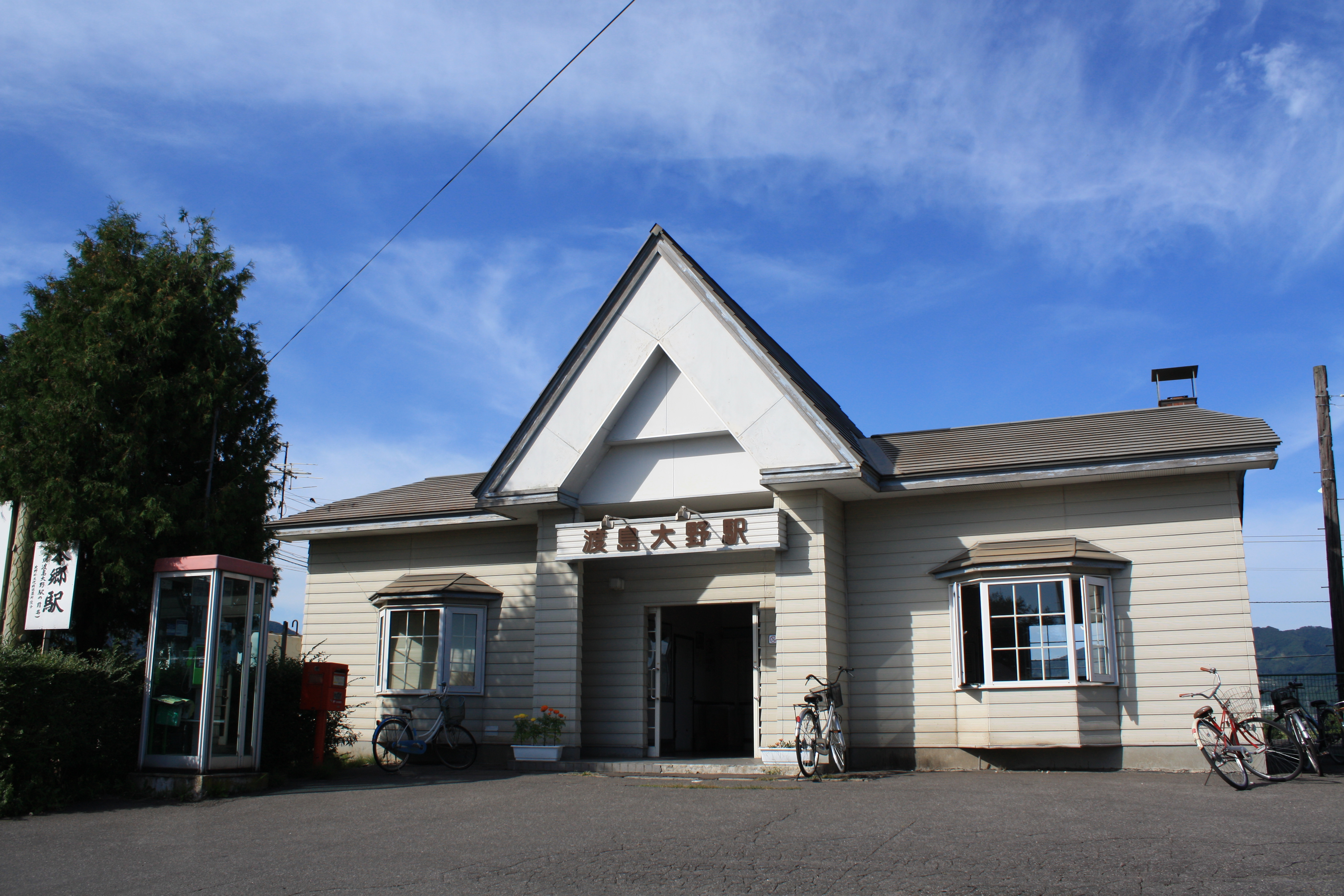
2008년 이전의 오시마오노 역
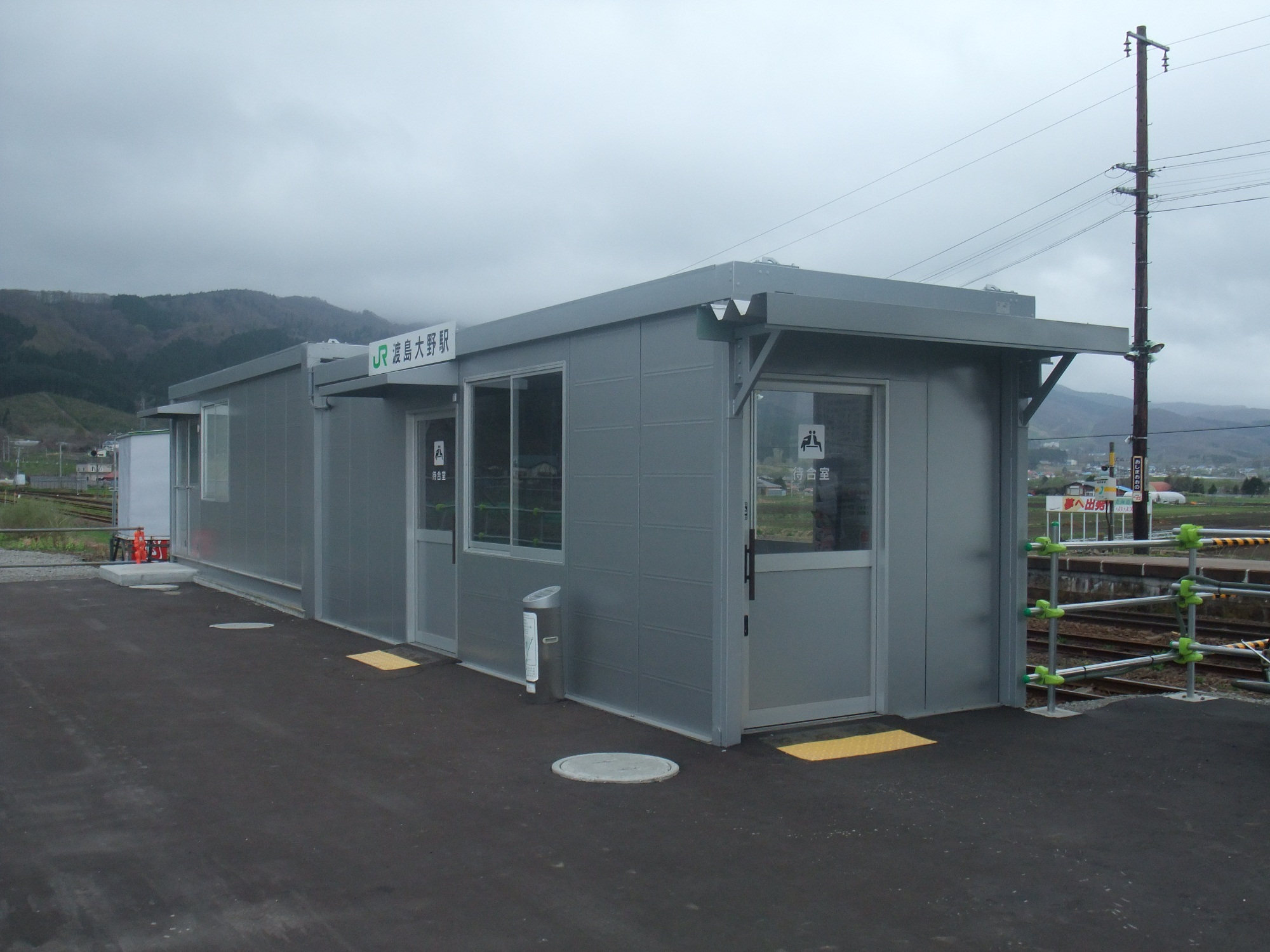
2012년에 촬영된 임시역
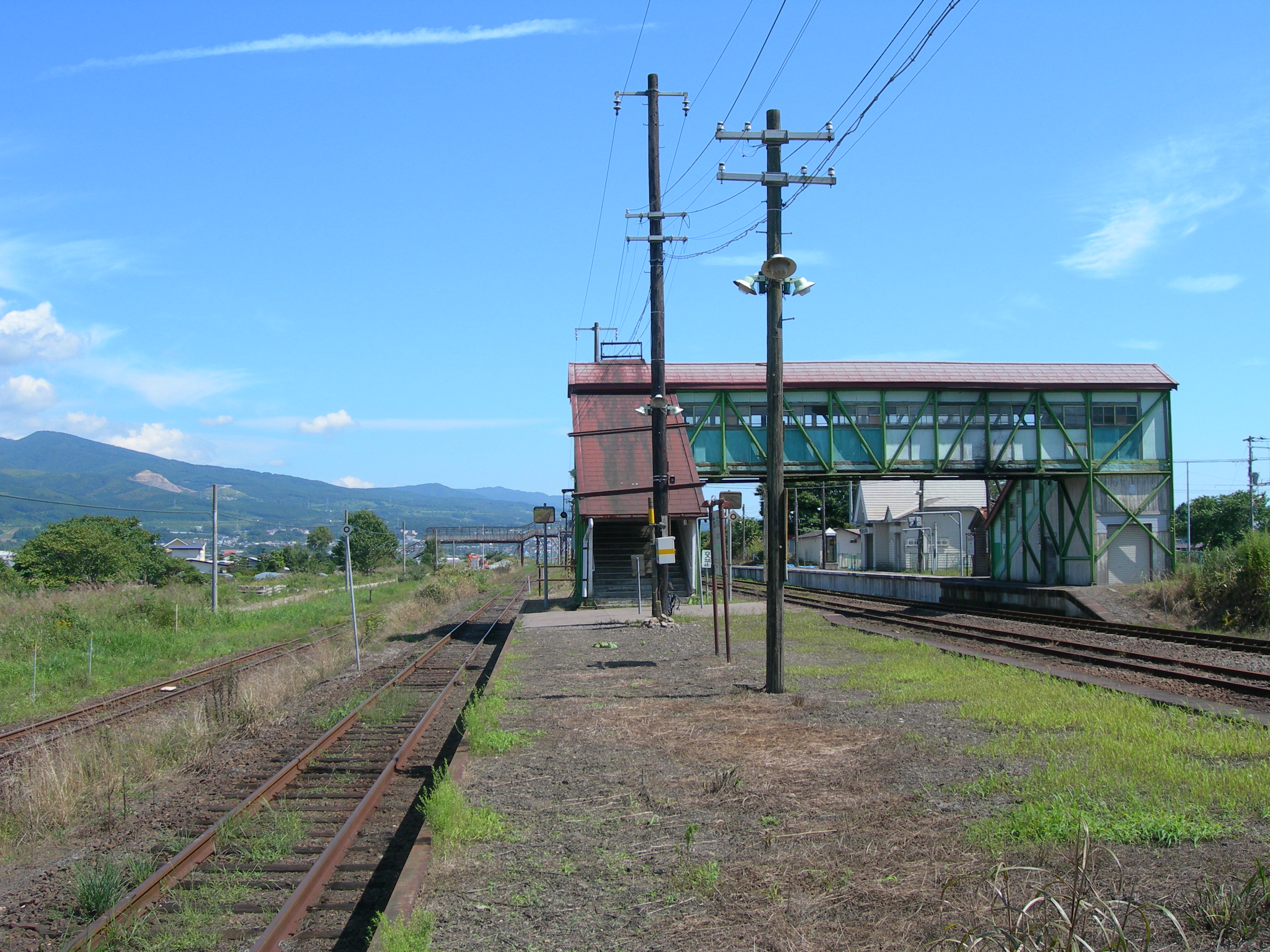
2011년 8월달의 오시마오노 역 승강장
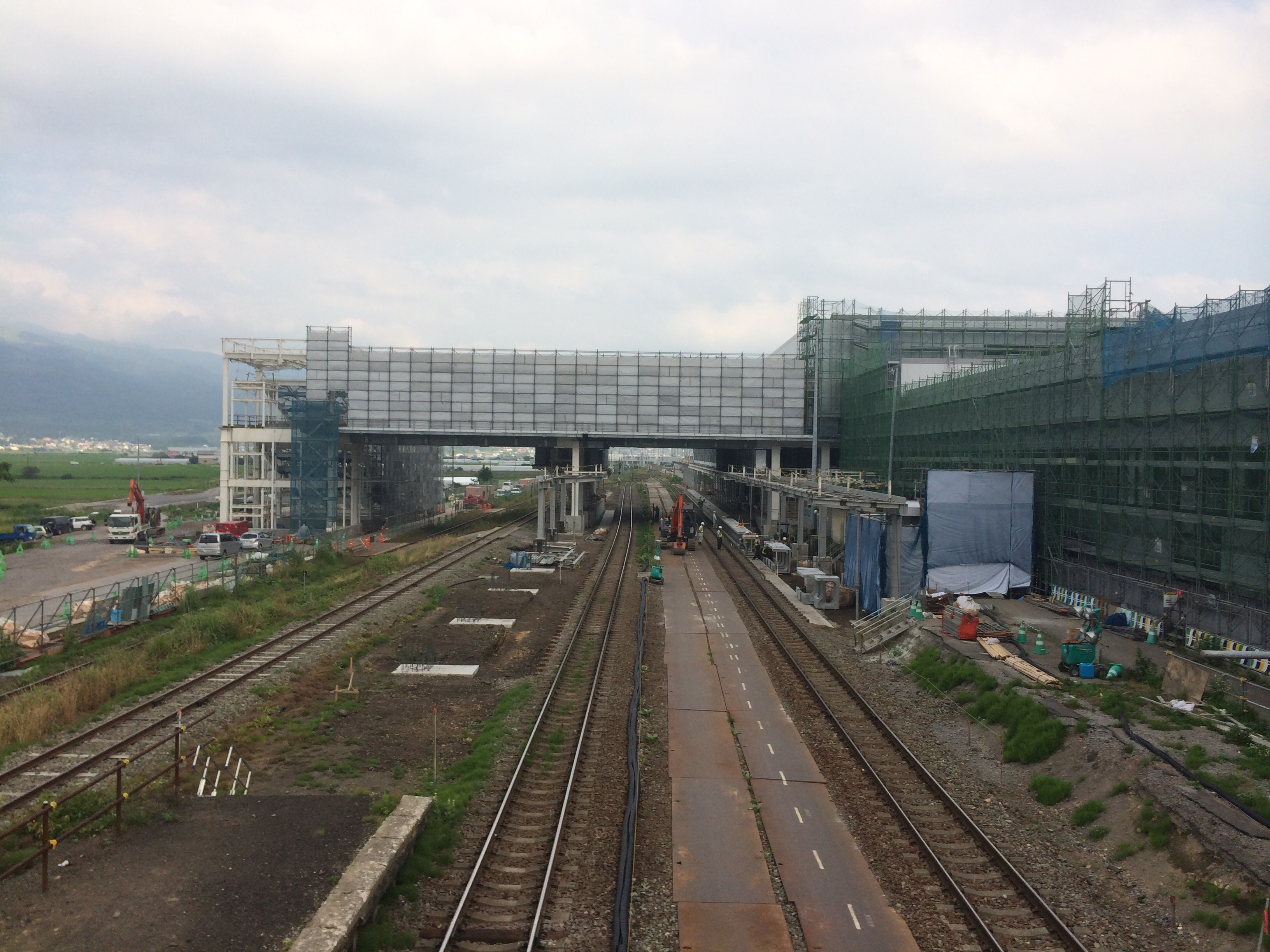
2014년 7월 신하코다테호쿠토 역 신칸센 역사 건물 건설 모습

## 인접한 역
| 홋카이도 여객철도 홋카이도 신칸센 | 홋카이도 여객철도 홋카이도 신칸센      | 홋카이도 여객철도 홋카이도 신칸센 |
| --------------------------------- | -------------------------------------- | --------------------------------- |
| 기코나이 도쿄 · 모리오카 방면     | 하야부사 · 하야테                      | 시·종착역                         |
| 홋카이도 여객철도 ■ 하코다테 본선 |                                        |                                   |
| H67 오누마코엔 삿포로 방면        | 특급 "슈퍼 호쿠토"                     | H74 고료카쿠 하코다테 방면        |
| 시·종착역                         | 쾌속 "하코다테 라이너"                 | H74 고료카쿠 하코다테 방면        |
| H69 니야마 오샤만베 방면          | 보통 (일반열차 "하코다테 라이너" 포함) | H71 나나에 하코다테 방면          |